# Hedda Gabler

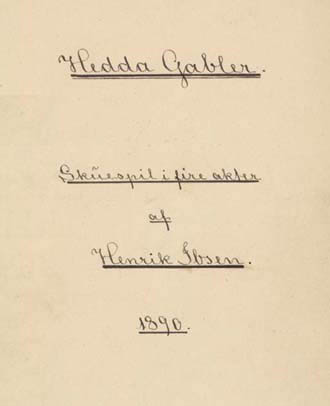
Förstasidan till originalmanuskriptet av Hedda Gabler.

Hedda Gabler är en pjäs i fyra akter av den norske dramatikern Henrik Ibsen, utgiven 1890 och första gången uppförd 1891. Titelrollen räknas som en av de stora kvinnorollerna inom teatern, och pjäsen har filmatiserats ett flertal gånger.

## Premiär och mottagande
Pjäsen publicerades 1890 och fick urpremiär i München den 31 januari 1891. Under 1891 följde premiärer i Berlin, Stockholm, Köpenhamn och Kristiania (Christiania Theater och Den Nationale Scene). Vid premiären fick den negativa recensioner, men den har sedan dess vunnit erkännande som en klassiker inom realism, artonhundratalsteater och världsdrama. Produktionen från 1902 på Broadway med Minnie Maddern Fiske i huvudrollen blev stor succé och efter den första begränsade uppsättningen återupplivades pjäsen påföljande år med samma skådespelerska.
Pjäsen har filmatiserats otaliga gånger, bland annat 1963 med Ingrid Bergman i titelrollen och 1975 med Glenda Jackson.

## Om pjäsen

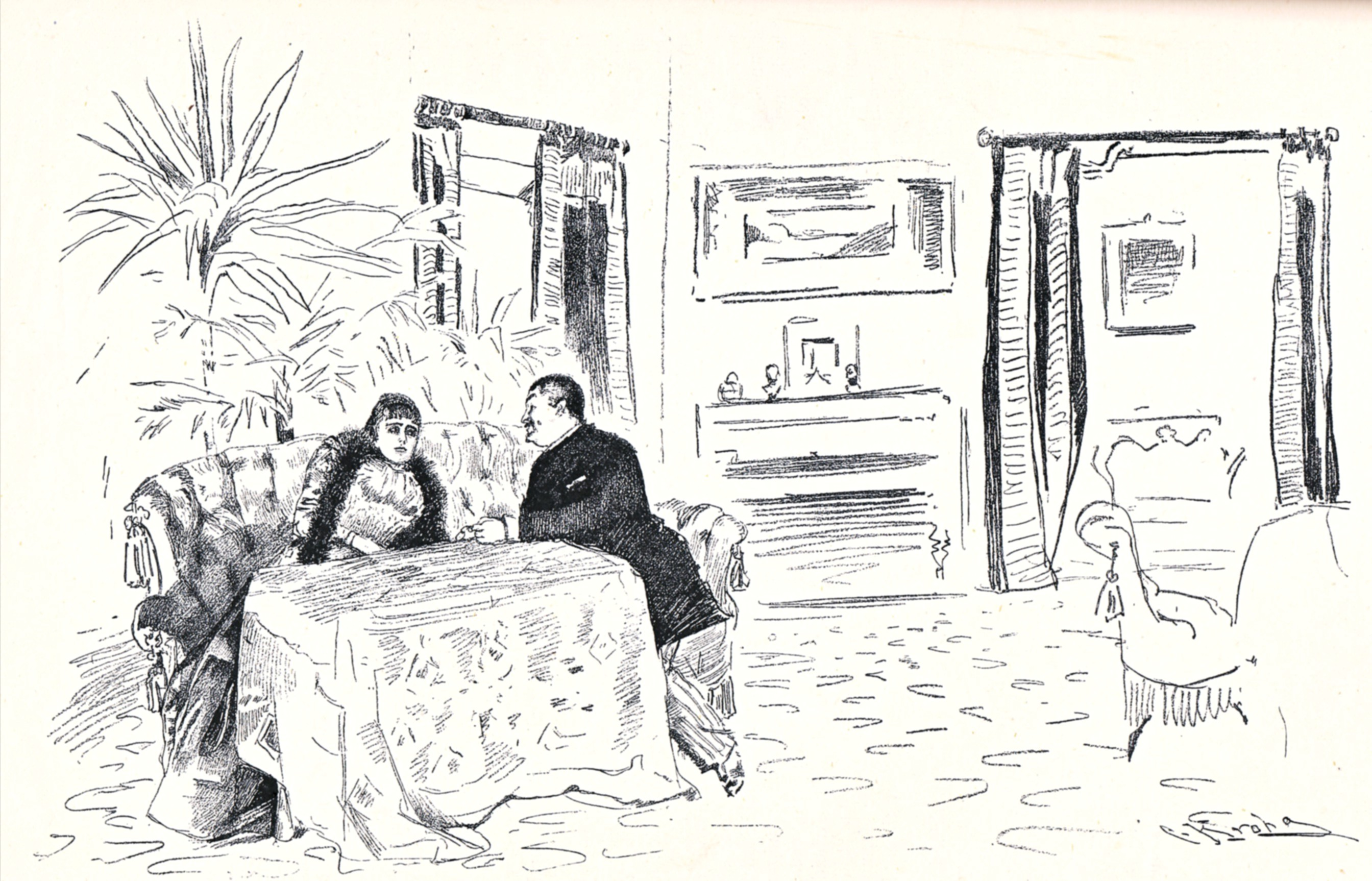
Illustration av Christian Krohg av uppsättningen på Christiania Theater 1891.

Hedda Gabler är ett utpräglat psykologiskt drama, en inträngande studie i en aristokratisk och djupt hämmad kvinnas förställda, maktlösa och undergångsdömda försök till att finna lycka, skönhet och mening i livet. Karaktären Hedda är en av de stora dramatiska rollerna i teater, den "kvinnliga Hamlet", och en del porträtt har varit mycket kontroversiella. Beroende på tolkningen kan Hedda porträtteras som en idealistisk hjältinna som slåss mot samhället, ett offer för omständigheterna, en föregångare till feminist eller en manipulativ ond figur. 
Gabler är Heddas flicknamn. Hennes namn som gift är Hedda Tesman. Angående titeln skrev Ibsen: "Min intention med att ge den detta namn var att påvisa att Hedda är en personlighet som skall tas snarare som sin pappas dotter än som sin mans fru."

## Roller
- Fru Hedda Tesman (född Gabler), huvudperson
- Jørgen Tesman, stipendiat i kulturhistoria och Heddas make
- Fröken Juliane Tesman, Jørgens faster
- Fru Elvsted
- Assessor Brack
- Ejlert Løvborg
- Berte, tjänsteflicka hos Tesmans

## Filmatiseringar (urval)
Skådespelare i titelrollen inom parentes.
- Hedda Gabler – 1917, USA, stumfilm (Nance O'Neil)
- Hedda Gabler – 1919, Italien, stumfilm  (Italia Almirante Manzini)
- Hedda Gabler – 1924, Tyskland, stumfilm  (Asta Nielsen)
- Hedda Gabler – 1954, USA, episod i "The United States Steel Hour" (Tallulah Bankhead)
- Hedda Gabler – 1963, Tyskland, TV (Ruth Leuwerik)
- Hedda Gabler – 1963, USA, TV (Ingrid Bergman)
- Hedda Gabler – 1972, Storbritannien, BBC (Janet Suzman)
- Hedda Gabler – 1975, Norge, TV (Monna Tandberg)
- Hedda – 1975, Storbritannien (Glenda Jackson)
- Hedda Gabler – 1978, Belgien (Rita Wouters)
- Hedda Gabler – 1980, Storbritannien (Diana Rigg)
- Hedda Gabler – 1984, Belgien, TV (Chris Lomme)
- Hedda Gabler – 1993, Storbritannien, BBC (Fiona Shaw)
- Hedda Gabler – 1993, Sverige, TV (Lena Endre)
- Hedda Gabler – 2004, USA (Heidi Schreck)
- Hedda Gabler – 2014, Danmark (Johanne Louise Schmidt)